# Pontebba
Pontebba é uma comuna italiana da região do Friul-Veneza Júlia, província de Údine, com cerca de 1.768 habitantes. Estende-se por uma área de 97 km², tendo uma densidade populacional de 18 hab/km². Faz fronteira com Dogna, Malborghetto Valbruna, Moggio Udinese, Hermagor-Pressegger See na Áustria.

## Geografia
A cidade é atravessada pelo rio Pontebbana, que até 1918 marcou a fronteira com a Áustria, dividindo o país em dois municípios: Pontebba  e Pontafel (na região da Caríntia).
Esta antiga fronteira ao longo dos séculos constitui uma barreira não só política mas também cultural, entre o Val Canale (de língua eslovena e alemã) e outros vales do Friul.
Pontebba tem as seguintes localidades: 

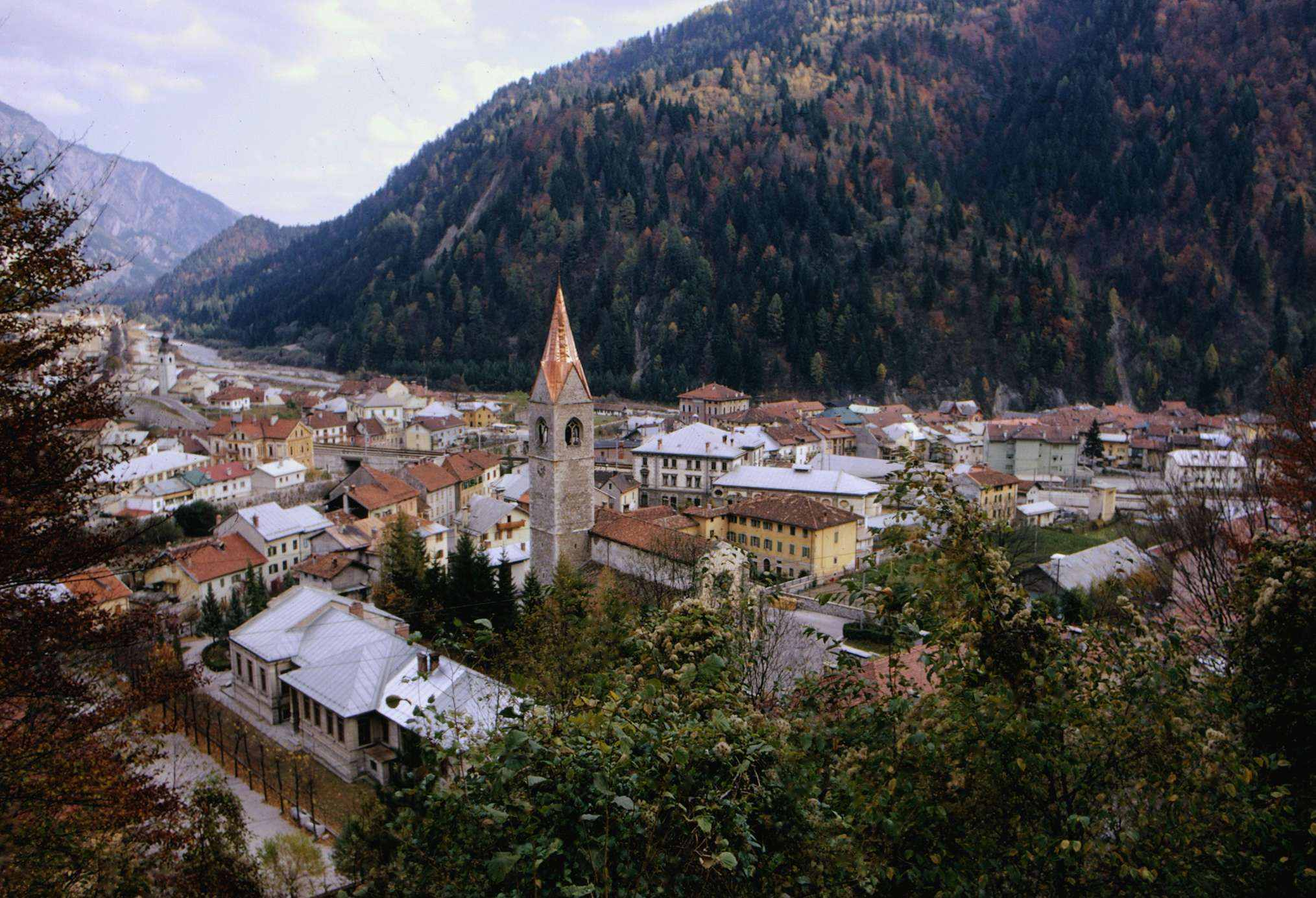

- Aupa
- Frattis
- Pietratagliata
- San Leopoldo-La Gleise
- Studena Alta
- Studena Bassa

## Demografia
| Variação demográfica do município entre 1861 e 2011                               |
|                                                                                   |
| Fonte: Istituto Nazionale di Statistica (ISTAT) - Elaboração gráfica da Wikipedia |